# Château d'Avigneau
Le château d'Avigneau est un château situé à Escamps, en France.

## Localisation
Le château est situé dans le département français de l'Yonne, sur la commune d'Escamps. Il est situé à 2,5 km du centre du bourg dans le hameau d'Avigneau. Propriété privée, le château d'époque Renaissance, restauré au XVIIe siècle, ne se visite pas, mais un sentier piéton qui le longe permet de l'admirer.

## Description
Un plan de 1782, conservé aux Archives départementales de l'Yonne (cote C 78-6), montre un grand rectangle encore cantonné de trois tours d'angle rondes, entouré de douves, et accessible par un pont. La moitié sud-ouest est occupée par la cour d'honneur dans l'axe du pont, le corps de logis et une grande cour arrière bordée d'ailes secondaires (disparues), tandis que la cour du nord-est est entourée par les communs, actuellement disparus. Aujourd'hui, le pont en pierre à trois arches enjambe le seul côté des douves conservé, dominé par les deux tours circulaires restantes.
On pénètre à l'intérieur de l'ancien quadrilatère fortifié par un portail en pierre à fronton curviligne, daté de 1733 (la grille est moderne). Sur sept bâtiments ou ailes, trois subsistent : le corps de logis (XVe-XVIIe s.), l'extrémité de la longue aile sud-ouest au toit à la Mansart (XVIIIe s.) et, lié à la tour d'angle sud, un petit bâtiment fortement modifié au cours du XXe siècle : il a perdu un niveau, et on a intégré des éléments anciens au rez-de-chaussée (arcades gothiques provenant d'un cloître des Pyrénées, grande porte Renaissance en plein cintre surmontée d'un fronton).
Située dans l'axe de l'accès historique (pont), la façade principale du long corps de logis montre deux niveaux de cinq baies. Elle possède curieusement deux portes symétriques, à pilastres et frontons, ainsi que plusieurs fenêtres jumelées. Le toit en croupes est percé de trois lucarnes à fenêtres jumelées et pignons triangulaires de pierre. Des éléments peut-être plus anciens sont conservés à l'arrière : une tourelle carrée en pierre appareillée, abritant un escalier en vis, et une salle couverte d'une voûte d'arêtes à six pénétrations. La façade nord-est, où s'appuyait une aile des communs disparus, est aveugle.
Construit à l'emplacement d'une tour d'angle circulaire, le pavillon ouest est le seul vestige d'une longue aile datant du XVIIIe siècle. La maçonnerie de pierres du rez-de-chaussée contraste avec celle de l'étage, en briques et chaînes de pierre, couvert d'un toit à la Mansart.

## Historique
Regnault de Beaumont, d'une branche de la maison de Seignelay, possédait le fief d'Avigneau en 1339. Devenu la propriété de Philippe de Champs-Montreuillon au début du XVe siècle, il est donné en dot à Marie de Champs, sa petite-fille, quand elle épouse, vers 1540, Guillaume de Chuin. Puis Claude de la Bussière fait entrer le château dans le patrimoine des Chastellux.
François 1er y fut reçu en 1541 (âgé de 47 ans), puis l'amiral de Coligny (1519-1572). Louis XIV également, en 1652 (âgé de 14 ans), avec la régente, sa mère Anne d'Autriche. Léon de Chastellux, baron d'Avigneau, cède le domaine à sa fille Anne, dame Boucherat de la Rocatelle.
Thomas Marie, maire d'Auxerre et conseiller du roi, anobli pour son courage durant la Fronde, acquiert le château et le domaine d'Avigneau en 1661. En 1823, le baron Alban d'Avigneau meurt sans postérité, et son épouse Françoise de Bèze conserve la propriété jusqu'à sa mort en 1855.
Le château est vendu en 1859 à Charles-Auguste Gillon qui le revend, en 1890, à Arsène Jouan, sculpteur et antiquaire, bienfaiteur du musée d'Auxerre. Son successeur[Qui ?] précipite la ruine de cette belle demeure que Hugues Roux, antiquaire à Paris, réussit à sauver dès 1924.
L'édifice est inscrit au titre des monuments historiques en 1988.